# 奥尻町立青苗小学校
奥尻町立青苗小学校（おくしりちょうりつ あおなえしょうがっこう）は、北海道奥尻郡奥尻町字富里にある公立小学校。奥尻町に3つある小学校のうちの一つである。

## 沿革
- 1890年（明治23年）3月24日 - 奥尻小学校青苗分校設置[1]
- 1894年（明治27年）9月27日 - 第二奥尻小学校に改称[1]
- 1901年（明治34年）6月5日 - 青苗尋常小学校に改称[1]
- 1941年（昭和16年） - 青苗国民学校に改称
- 1947年（昭和22年） - 奥尻村立青苗小学校に改称
- 1952年（昭和27年） - 藻内分校の設置仮認可（翌年正式認可）
- 1953年（昭和28年）10月7日 - 校舎が第一次改築落成[2]
- 1966年（昭和41年） - 町制施行に伴い現校名に改称
- 1973年（昭和48年） - 奥尻町立松江小学校（1903年創立）を併合
- 1977年（昭和52年）3月31日 - 藻内分校を廃止[2]
- 1993年 - 北海道南西沖地震で被災、校舎を損壊。新校舎落成（1995年）まで奥尻町立青苗中学校の校舎を借りる